# Sklabinský Podzámok
Sklabinský Podzámok és un poble i municipi d'Eslovàquia que es troba a la regió de Žilina, al centre-nord del país. El 2022 tenia 179 habitants.

## Demografia
| Godina             | 1994 | 2004    | 2014   | 2024   |
| ------------------ | ---- | ------- | ------ | ------ |
| Nombre de persones | 160  | 178     | 190    | 180    |
| Diferència         |      | +11,25% | +6,74% | −5,26% |

| Godina             | 2023 | 2024   |
| ------------------ | ---- | ------ |
| Nombre de persones | 184  | 180    |
| Diferència         |      | −2,17% |